# Lovettsville
Lovettsville é uma cidade  localizada no estado norte-americano de Virginia, no Condado de Loudoun.

## Demografia
Segundo o censo norte-americano de 2000, a sua população era de 853 habitantes.
Em 2006, foi estimada uma população de 1204, um aumento de 351 (41.1%).

## Geografia
De acordo com o United States Census Bureau tem uma área de
2,3 km², dos quais 2,3 km² cobertos por terra e 0,0 km² cobertos por água.

## Localidades na vizinhança
O diagrama seguinte representa as localidades num raio de 12 km ao redor de Lovettsville.